# Pseudaletia asticta
Pseudaletia asticta là một loài bướm đêm trong họ Noctuidae.